# 围脖

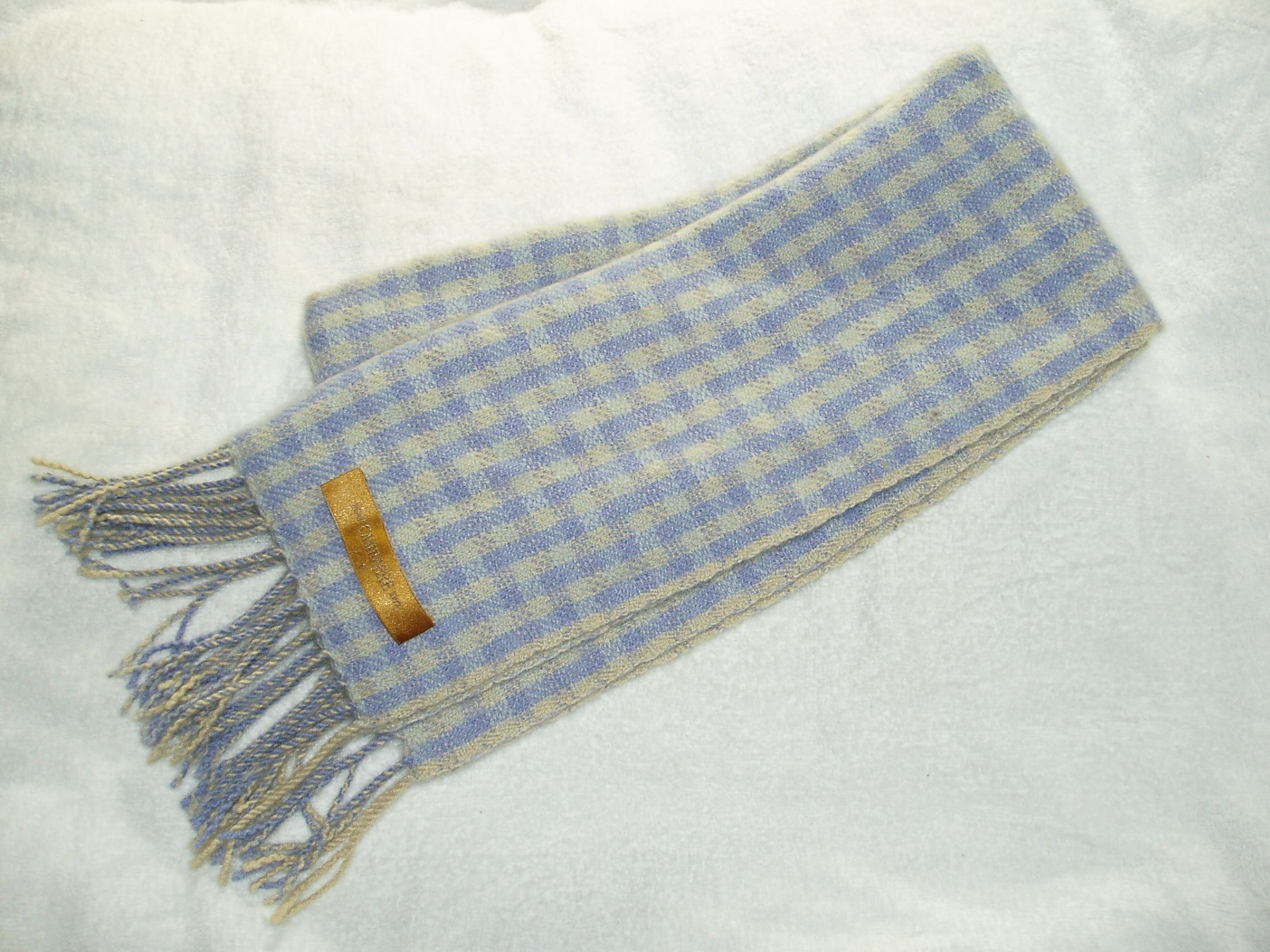
羊絨围脖

围脖是一种戴在颈部用以保暖衣物，围脖通常由厚羊毛、美利奴羊毛等材料製成。與圍巾不同的是，围脖通常是環形的，戴圍脖時要套在頭頸處，而围巾則是長條形的，一般是繫在脖子那裡的。